# Redavalle
Redavalle är en ort och kommun i provinsen Pavia i regionen Lombardiet i Italien. Kommunen hade 1 052 invånare (2018).